# Cardiocranins
Els cardiocranins (Cardiocraniinae) són una subfamília de rosegadors de la família dels dipòdids. Conté tres gèneres vivents, que tenen una locomoció bípeda i són oriünds d'Àsia. Se n'han trobat espècies extintes dels gèneres Cardiocranius i Salpingotus. Els cardiocranins són el tàxon germà d'un clade format pels eucoreutins, els dipodins i els al·lactagins. A vegades se'ls coneix com a «jerbus pigmeus».